# Peter Lynn
Peter Lynn (* 1946) ist ein neuseeländischer Drachenbauer. Er besitzt den größten Drachen der Welt und ist der Erfinder des Kitebuggy.

## Leben und Entwicklungen
Lynn eröffnete 1973 mit seiner Frau Elwyn ein Drachengeschäft bei Ashburton, Neuseeland und produzierte dort Kinderdrachen. 1974 entwickelte Peter Lynn den dreieckigen Kastendrachen, einen Drachen, der aus vielen dreieckigen Zellen besteht. Anfang 1984 entwickelte er dann große stablose Drachen wie den Hundertfüßer, den Manta, den Kraken, die Kugelfische, den Gecko und das Trilobite.
1987 fing er an, Powerkites für Boote, Buggys und Schneeschlitten zu entwerfen. Der Buggy in seiner ursprünglichen Form war eigentlich konstruiert, um auf dem Wasser zu fahren (das Konzept ist als Kitecat erhältlich). Erst 1990 wandelte Lynn ihn in einen Landbuggy um, indem er die Skis durch Räder ersetzte. Mehr als 10.000 seiner Buggys sind jetzt in Gebrauch. Es gibt mittlerweile viele andere Drachenbuggyhersteller – Buggyfahren ist weltweit ein populärer Sport geworden. 2005 entwickelte Peter Lynn den KiteSled, der ebenfalls von Drachen gezogen wird. Mit KiteSleds machten im Mai 2006 die Australier Patrick Spiers und Ben Diakon eine 700 Kilometer lange Reise auf Grönland. Mit den KiteSleds waren sie ca. 20 % schneller als auf Skiern.
1994 erfand Peter Lynn das „Super ripstop“ Stauluft-Drachenaufbausystem für Groß- und Zugdrachen. 1995 entwarf er den Mega Ray. Der Mega Ray ist ein stabloser, rochenähnlicher Drachen. Dieser neunfarbige Riese besteht aus 635 m² Spinnakernylon und ist ca. 42 m lang. Er kann eine Zugkraft von 2000 kp (vulgo kg) aufbringen. Das Konzept wurde 1997 vom Guinness-Buch der Rekorde als der größte Drachen der Welt anerkannt.

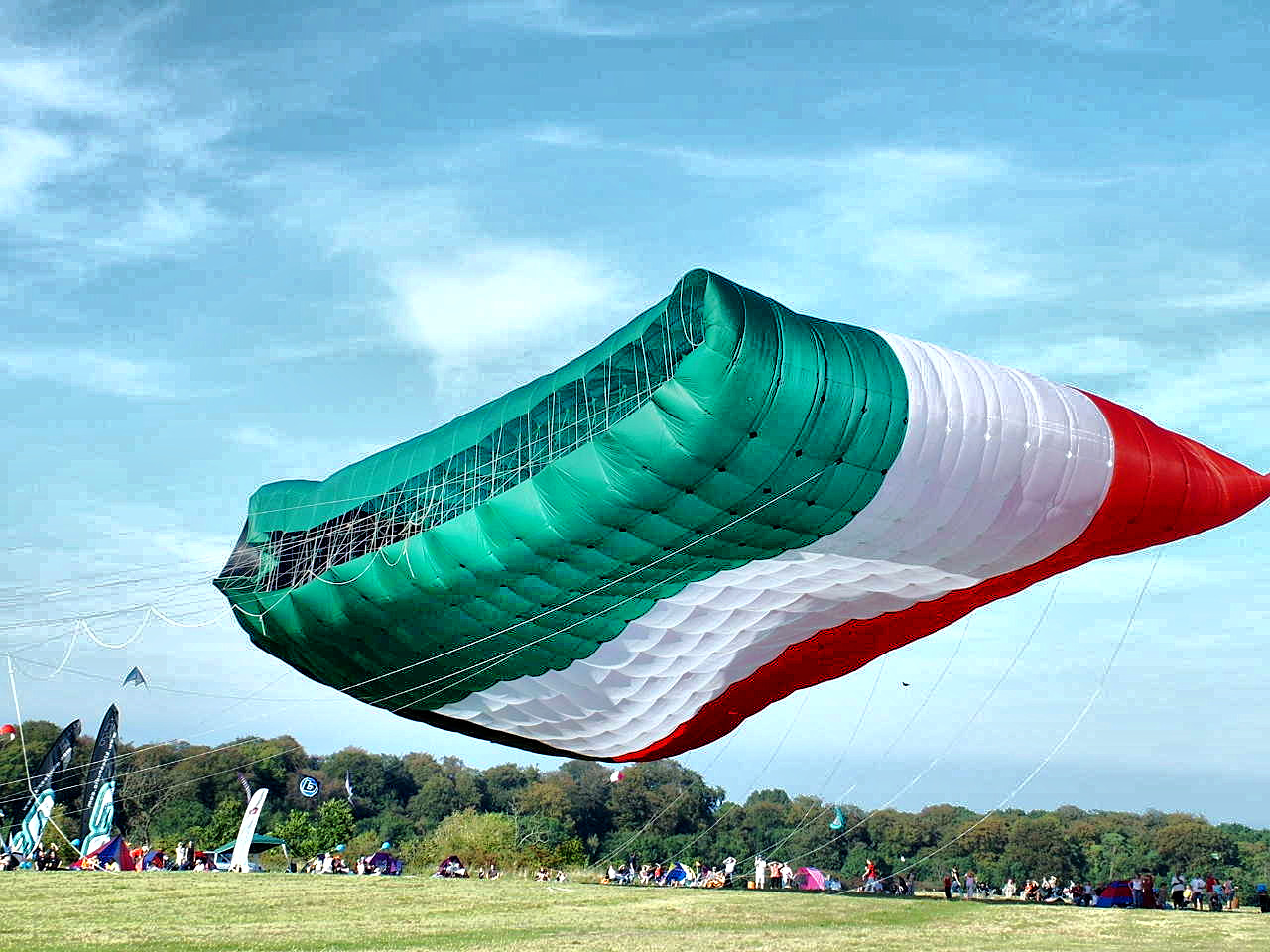
Der größte Drachen der Welt Flag of Kuwait (2004)

1997 entwickelte er den ersten „hybriden“ Zugdrachen, der für sich grundlegend für alle Kitesportarten eignet. Der Peter Lynn Arc verbindet Vorzüge und Form der beim Kitesurfen verwendeten Tubekites (Variabilität der Zugkraft, Wiederstartbarkeit von der Wasseroberfläche nach einem Absturz) und eines Foilkite (z. B. bessere Gleitzahl durch glatteres Profil). Das Konzept, welches von Lynns Sohn Pete Lynn ständig weiterentwickelt wird, hat großes Potenzial. Ein Arc ist weniger anfällig für Windböen, gut zu kontrollieren und nutzt ein sich selbst stabilisierendes Profil. Dieses ermöglicht es dem Piloten, das Segel ohne Steuerimpulse unbeaufsichtigt im Wind stehen zu lassen. Der Drachen steht dann stabil im Zenit des Windfensters. Durch diese Eigenschaften eignet sich ein Peter Lynn Arc gut für Anfänger des Landkitens oder Kitesurfens. Während das Konzept in Australien und Neuseeland weit verbreitet ist, hat es in Europa relativ wenige Anhänger. Dies ist vor allem in Vermarktungsstragien begründet.
Die meiste Zeit des Jahres reist Lynn mit seinen Drachen um die Welt und besucht mit seinen Drachen internationale Drachenfeste.